# تويلايت فرونتر
تويلايت فرونتر (بالإنجليزية: Twilight Frontier)‏ (باليابانية:黄昏フロンティア)، هي شركة يابانية تهتم بإنتاج ألعاب فيديو، حيث أنتجت بعض الألعاب مثل سلاسل إتيرلان فايتر (Eternal Fighter) وغيرها.https://www.tasofro.net/mdk/

## الموقع الخارجي
الموقع الرسمي
 (اليابانية)